# General Atomics
General Atomics — компания США, занимающаяся проектами в области ядерных технологий и оборонными заказами. Расположена в Сан-Диего, Калифорния. General Atomics разрабатывает широкий спектр систем: от частей цикла ядерного топлива до БПЛА, авиационных сенсоров, современной электроники и лазерных технологий.

## История
General Atomics (GA) была основана 18 июля 1955 года в Сан-Диего, как подразделение компании General Dynamics для работы и коммерциализации  ядерных технологий.
В 1976 году компания GA получила территорию в Torrey Pines, на которой до сих пор располагается штаб-квартира компании.
Среди ранних проектов GA — исследовательский ядерный реактор TRIGA и проект межпланетного космического аппарата Орион с ядерно-импульсным двигателем.
- 1967 — подразделение продано Gulf Oil и переименовано в Gulf General Atomic.
- 1973 — GA переименована в General Atomic Company, компания Royal Dutch Shell (Scallop Nuclear Inc.) получила половину доли в GA.
- В 1960-е-1970-е года компания разработала и реализовала несколько проектов высокотемпературных газоохлаждаемых ядерных реакторов[4] (АЭС Форт-Сент-Врейн[англ.] и Пич-Боттом)
- 1982 — Gulf Oil выкупила долю и переименовала компанию в GA Technologies Inc.
- 1984 — После покупки Gulf Oil, Chevron стала владельцем GA.
- 1986 — GA была продана нынешним владельцам Нил Блю (англ. Neal Blue) и Линден Блю (англ. Linden Blue) за 50 миллионов долларов[4].
- 1987 —  контр-адмирал младшей ступени ВМС США Томас Кэссиди-младший (англ. Thomas J. Cassidy Jr.) начал работу в General Atomics.
- В 1990-х GA купил производителя БПЛА Leading Systems (аппараты Amber, Gnat)[4]
- 1993 — GA получила часть заказа NSF по разработке информационных сервисов для InterNIC[6] (вышла из проекта в декабре 1994 года)
- 1993—1994 — Создана дочерняя компания General Atomics Aeronautical Systems (GA-ASI) для разработки БПЛА, Нил Блю стал CEO, а Томас Кэссиди-младший — президентом.[7]

15 марта 2010 года Кэссиди покинул пост президента GA-ASI, новым президентом стал Фрэнк Пэйс (англ. Frank Pace).
General Atomics разрабатывает ядерные реакторы 4 поколения Gas Turbine Modular Helium Reactor (GT-MHR). В 2010 году General Atomics представила версию GT-MHR, под названием Energy Multiplier Module (EM2), которая использует быстрые нейтроны и охлаждается газом.

## Статистика
General Atomics включая дочернюю компанию General Atomics Aeronautical Systems является крупнейшим оборонным поставщиком в округе Сан-Диего. Компания обеспечивает рабочими местами около 7,6 тысяч местных жителей.
Компания была перечислена среди 50 крупнейших оборонных поставщиков в 2008 году с общей суммой заказов около 1,1 млрд.
В период с 2000 по 2009 GA и GA-ASI поставили военным США оборудования и услуг на общую сумму более 4.6 млрд. Около 80 процентов работников GA занимаются работами, связанными с оборонными проектами.
Компания имеет значительные расходы, связанные с лоббированием. За первое десятилетие 21 века на эти цели было потрачено более 23 миллионов долларов. По исследованиям НКО Center for Public Integrity за 2000-2005 года сотни тысяч долларов были истрачены на 86 заграничных путешествий для чиновников и членов их семей.
В 2012 году на лоббирование было потрачено более 1,2 миллионов долларов, за первый квартал 2013 - более 700 тысяч.

## Подразделения
- Группа электромагнитных систем (EMS, Electromagnetic Systems Group), занимается поставками для оборонных, энергетических и коммерческих применений. В частности, производит линейные двигатели, сверхпроводящие и обычные электродвигатели, инверторы, оборудование для высоковольтных систем и другие приборы конвертации, запасания и передачи энергии. Также EMS разрабатывает электромагнитные системы запуска и торможения летательных аппаратов (EMALS и AAG), электромагнитные пушки (рельсотрон «Blitzer» для ВМФ США и армии[13]), и транспортные системы Maglev.
- Энергетическая группа (Energy Group)[14]
  - Управляемый термоядерный синтез
  - Энергетические реакторы
- Группа по работам с ядерным топливом (Nuclear Fuels Group)

## Дочерние компании
- General Atomics Aeronautical Systems (GA-ASI) - проектирование и производство различных БПЛА, включая тяжелые и ударные
- General Atomics Electronic Systems (GA-ESI)
  - Terminal Automation Products (TAP)
  - Radiation Monitoring Systems (RMS)
  - General Atomics Energy Products — производит высоковольтные конденсаторы под маркой Maxwell после приобретения линейки продуктов у Maxwell Technologies в 2000.[15]
  - Gulftronic Separator System
  - TRIGA (Training, Research, Isotopes and General Atomics),[16]
- General Atomics Systems Integration, LLC (GA-SI).[17]
- ConverDyn — обслуживает ядерную индустрию, поставляя гескафторид урана UF6.[18] It is jointly owned with Honeywell Inc.
- Cotter Corporation
- Heathgate Resources Pty. Ltd.
- Nuclear Fuels Corporation
- Rio Grande Resources Corporation
- TRIGA International (совместно с CERCA, подразделением Areva)
- Spezialtechnik Dresden GmbH

## Премии
- 2013 Neal Blue, CEO компании General Atomics, получил 29-ю ежегодную награду Karman Wings Award[19]